# Opactwo Cystersów w Kamieńcu Ząbkowickim
Zespół klasztorny opactwa cysterskiego w Kamieńcu Ząbkowickim – pocysterski barokowy zespół klasztorny z kościołem Wniebowzięcia Najświętszej Marii Panny i św. Jakuba Starszego położony w Kamieńcu Ząbkowickim na Dolnym Śląsku, w powiecie ząbkowickim. Obecnie kościół klasztorny pełni funkcję świątyni parafialnej, a w zachowanych budynkach klasztornych mieści się oddział Archiwum Państwowego we Wrocławiu.

## Historia opactwa

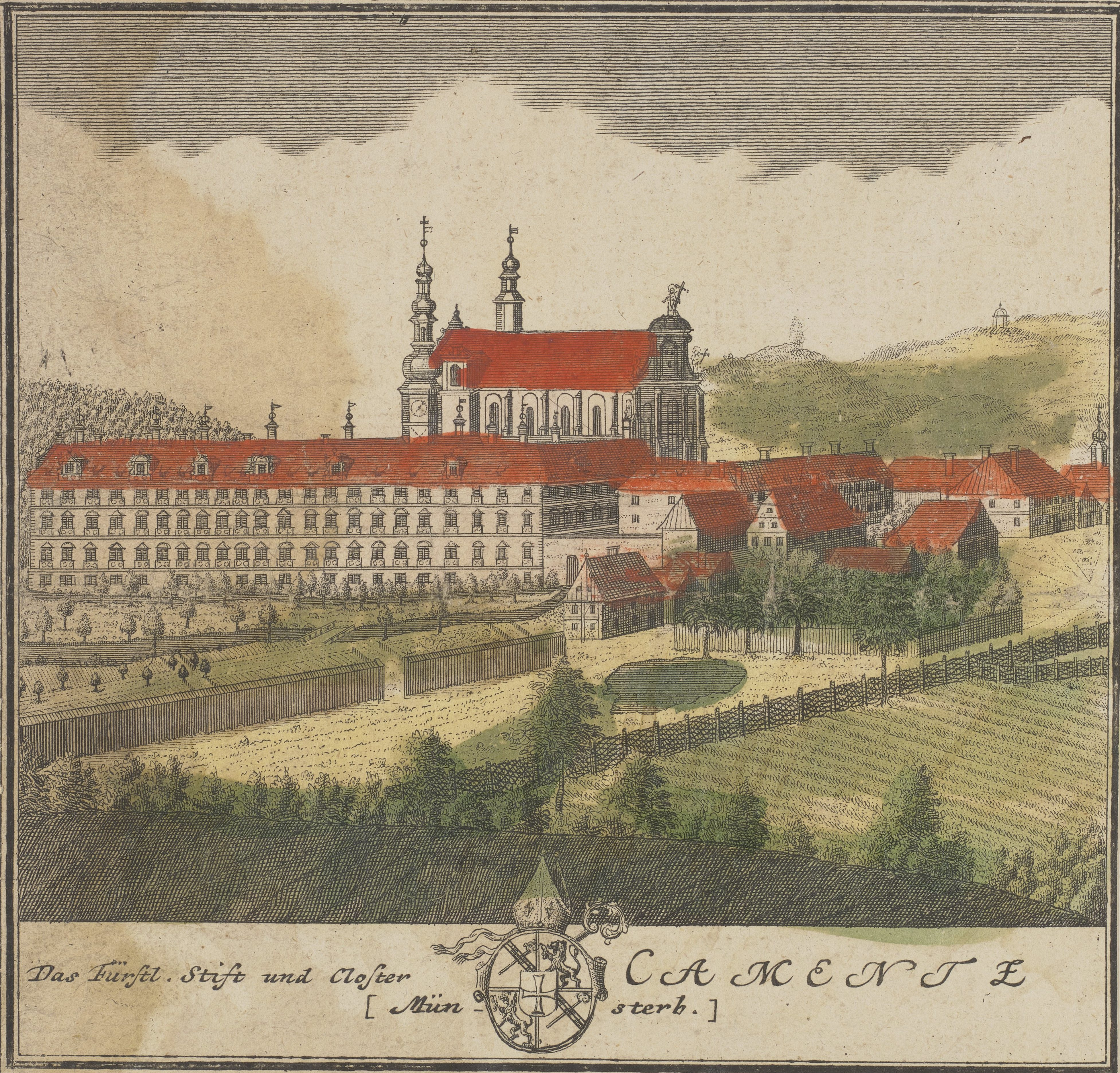
Opactwo w połowie XVIII w.

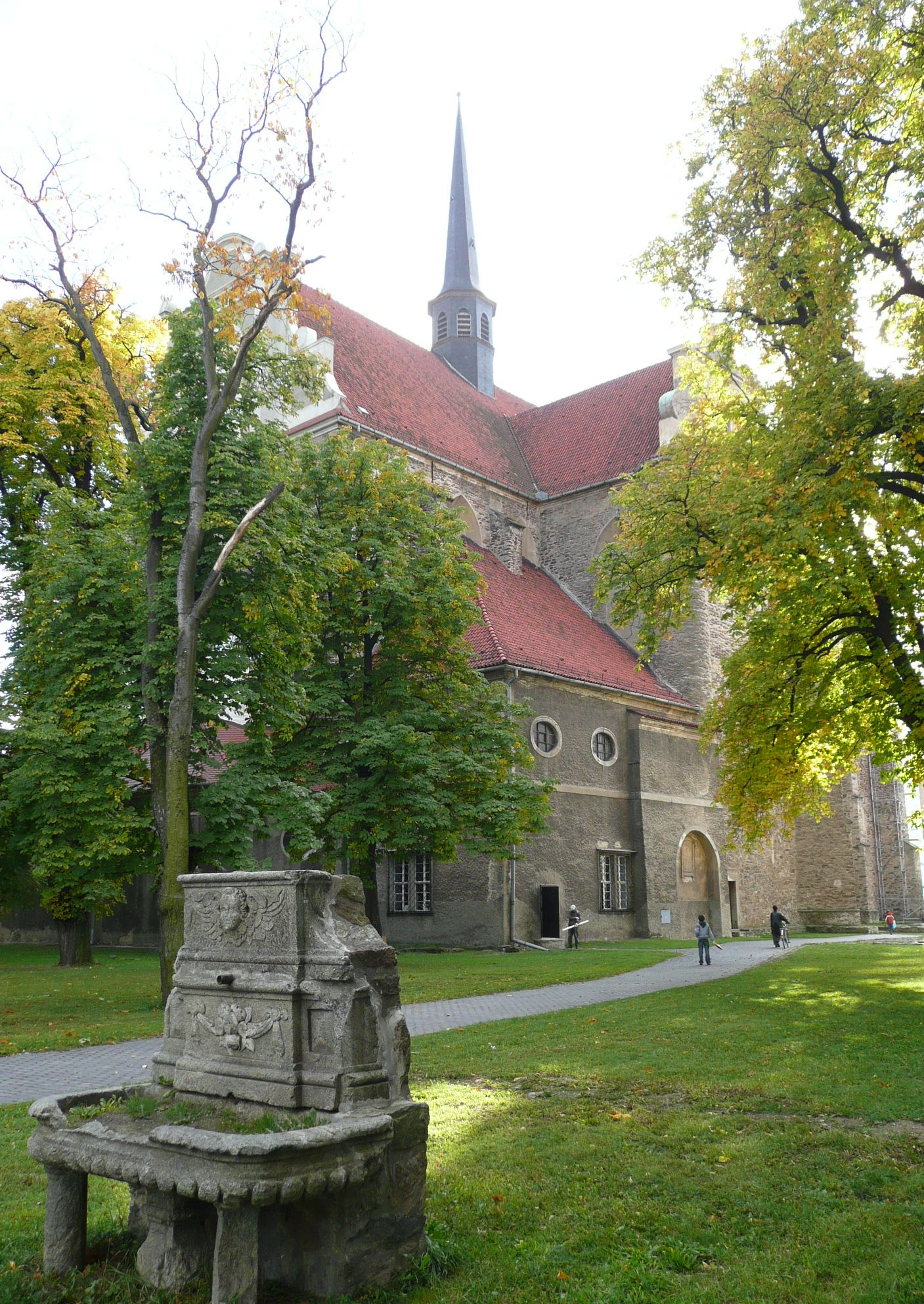
Widok kościoła od strony ogrodu

Cystersi do Kamieńca Ząbkowickiego przybyli około 1249 z pobliskiego Lubiąża. Klasztor w Kamieńcu został ufundowany przez księcia Henryka I Brodatego w 1207 dla kanoników regularnych św. Augustyna, którzy z powodu wewnętrznych problemów zakonu opuścili to miejsce. Początkowo cystersi byli w sporze z kanonikami w kwestii własności opactwa, ale został on rozstrzygnięty na korzyść cystersów i 15 lipca 1251 papież Innocenty IV potwierdził cystersom wieczyste posiadanie tego miejsca. Wkrótce rozpoczęli oni wznoszenie według własnej reguły nowych obiektów, wśród nich kościoła. Postanowieniem papieskim weszli w posiadanie całego majątku poprzednich właścicieli. Pod koniec XIII wieku w skład dóbr klasztornych wchodziło kilkanaście wsi. W klasztorze kamienieckim przebywało nawet do 80. zakonników. Cystersi w posiadłościach klasztoru prowadzili działalność rolniczą, której sprzyjała dobra jakość gleb w rejonie doliny Nysy Kłodzkiej. Prowadzono także hodowlę bydła, koni i owiec. Stawy dostarczały opactwu ryb, a pasieki miodu. Zajmowano się tkactwem, krawiectwem, garbarstwem, szewstwem, piekarstwem, piwowarstwem i gorzelnictwem. Funkcjonowały także kuźnie klasztorne. W 1273 dobroczyńca klasztoru książę Henryk IV Prawy przekazał mnichom dowolność korzystania z wydobywanych na terenach należących do opactwa minerałów i złóż. Do poprawy zamożności klasztoru przyczyniły się również zwolnienia z podatków na rzecz księcia, które zakonnicy sukcesywnie uzyskiwali. W 1356 książę ziębicki Mikołaj uwolnił ich całkowicie z takich świadczeń. Panowanie książąt ziębickich przyniosło klasztorowi wzrost uposażeń i przywilejów, wiązało się jednak z podporządkowaniem klasztoru koronie czeskiej.
Klasztor kamieniecki był także liczącą się w ówczesnym czasie siłą polityczną. Opactwo pełniło rolę mediatora w konflikcie biskupa wrocławskiego Tomasza Zaremby z Henrykiem IV Prawym. Mnisi popierali zjednoczeniowe plany tego władcy i wspierali go w dążeniach do osiągnięcia korony. O ich przychylność starał się również roszczący sobie prawa do dziedzictwa piastowskiego król czeski Wacław II. Wynikiem tego była przekazana opactwu w 1294 istotna darowizna miasta Międzylesia wraz z przyległymi do niego terenami.
Opactwo kamienieckie rozwijało się z sukcesami od czasów założenia aż do XV wieku. Dotyczy to zarówno rozwoju gospodarczego, jak również duszpasterskiego i kulturalnego. W klasztorze rozwijano się piśmiennictwo historiograficzne oraz liturgiczne. Działalność duszpasterska nie ograniczała się wyłącznie do murów opactwa. Zakonnicy pracowali w parafiach poza klasztorem, prowadzili hospicja, sprawowali opiekę nad chorymi, ubogimi i samotnymi oraz rozdawali jałmużnę. Ważnym miejscem było sanktuarium z cudowną figurą Matki Bożej w Bardzie, nad którym cystersi kamienieccy sprawowali opiekę. Było to miejsce istotne nie tylko ze względów religijnych, ale i gospodarczych, z powodu usytuowania Barda przy szlaku handlowym z Wrocławia do Pragi.

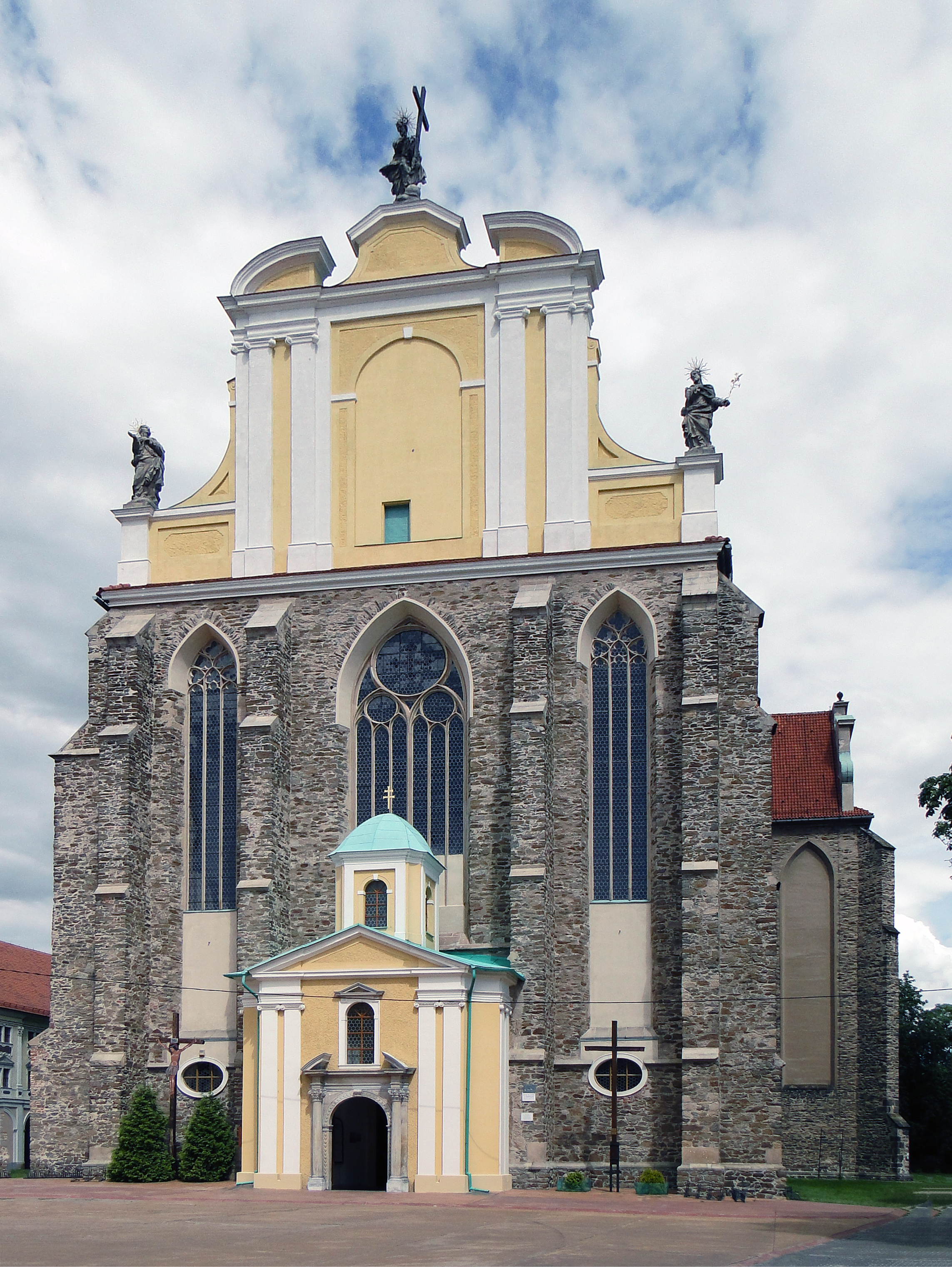
Fasada kościoła pw. Wniebowzięcia NMP w Kamieńcu Ząbkowickim

Pod koniec XIII wieku rozpoczęto budowę kościoła, która trwała do połowy następnego wieku. Budowę nowego gotyckiego założenia klasztornego rozpoczęto natomiast w pierwszych latach XIV wieku.
Trudnym okresem w dziejach opactwa był XV wiek. Był to czas wojen husyckich. Klasztor kilkakrotnie był celem najazdów, podczas których dobra klasztorne były niszczone i palone. W wyniku tych najazdów ucierpiały nie tylko dobra klasztorne, ale i sam konwent. Liczba zakonników zmalała z około osiemdziesięciu w 1359 do około sześćdziesięciu w 1426 i zaledwie czternastu w 1463. Klasztor doświadczył również walk Jerzego z Podiebradów z Ligą Śląską. Kolejnych zniszczeń z tego okresu dokonały powodzie, które miały miejsce w 1496 i 1501.
Klasztor podźwignięty z powojennej zawieruchy przeszedł również reorganizację dyscypliny zakonnej, która w czasie wojen znacznie podupadła. Zakonnikom zalecono odnowienie oficjum, zachowywanie milczenia, powstrzymanie się od nieumiarkowanego jedzenia i picia. Mieli oni również zrezygnować z prywatnych dochodów, używać lnianej odzieży i nie wpuszczać kobiet do klauzury. Mimo trudnego okresu opactwo było w dobrej kondycji finansowej, wybudowano nowe obiekty klasztorne i zakupiono nowe dobra ziemskie.
W 1524 klasztor kamieniecki padł ofiarą dużego pożaru. Po tym czasie nastąpił też znaczny spadek liczby zakonników (w 1572 zaledwie czterech, a na przełomie wieków sześciu). Kolejnym okresem, w którym klasztor podupadł była wojna trzydziestoletnia. Opactwo i jego posiadłości zostały doszczętnie zdewastowane i ograbione. Dodatkowo w 1633 wybuchła epidemia dżumy.
Odbudową dóbr klasztornych i życia duchowego klasztoru zajął się przybyły z Lubiąża opat Szymon III Rudiger. Odnowiono kościół opacki oraz rozpoczęto kompleksową przebudowę opactwa. Powstał nowy browar, piekarnia, karczma i folwark. Następcy Szymona kontynuowali odbudowę, założono też bibliotekę klasztorną, w której w krótkim czasie zebrano sześć tysięcy woluminów oraz odbudowano kościoły w Bardzie, w związku z ożywieniem ruchu pielgrzymkowego. Był to okres rozkwitu. Podobnie jak w innych śląskich opactwach w tym czasie dokonano barokizacji kościoła i klasztoru.
Okres rozkwitu zakończył się wraz z nastaniem wojen śląskich. Klasztor obłożony wysokimi podatkami zaczął popadać w zadłużenie, dochodząc niemalże do stanu bankructwa. Dla ratowania opactwa pożyczek udzieliła mu kapituła generalna cystersów. Nie zmieniło to jednak sytuacji. Dodatkowo funkcjonowanie klasztoru utrudniała ingerencja Habsburgów w życie zakonne i wybór opatów. W 1807 w Kamieńcu stacjonowały wojska napoleońskie obciążając dodatkowo klasztor. 23 listopada 1810 król pruski Fryderyk Wilhelm III wydał edykt sekularyzacyjny likwidując opactwo. Zakonnicy wysłani zostali do pracy w parafiach diecezjalnych, a dobra klasztorne uległy rozproszeniu i dewastacji. Zasadniczą ich część przejęła Fryderyka Luiza Wilhelmina, królowa holenderska.

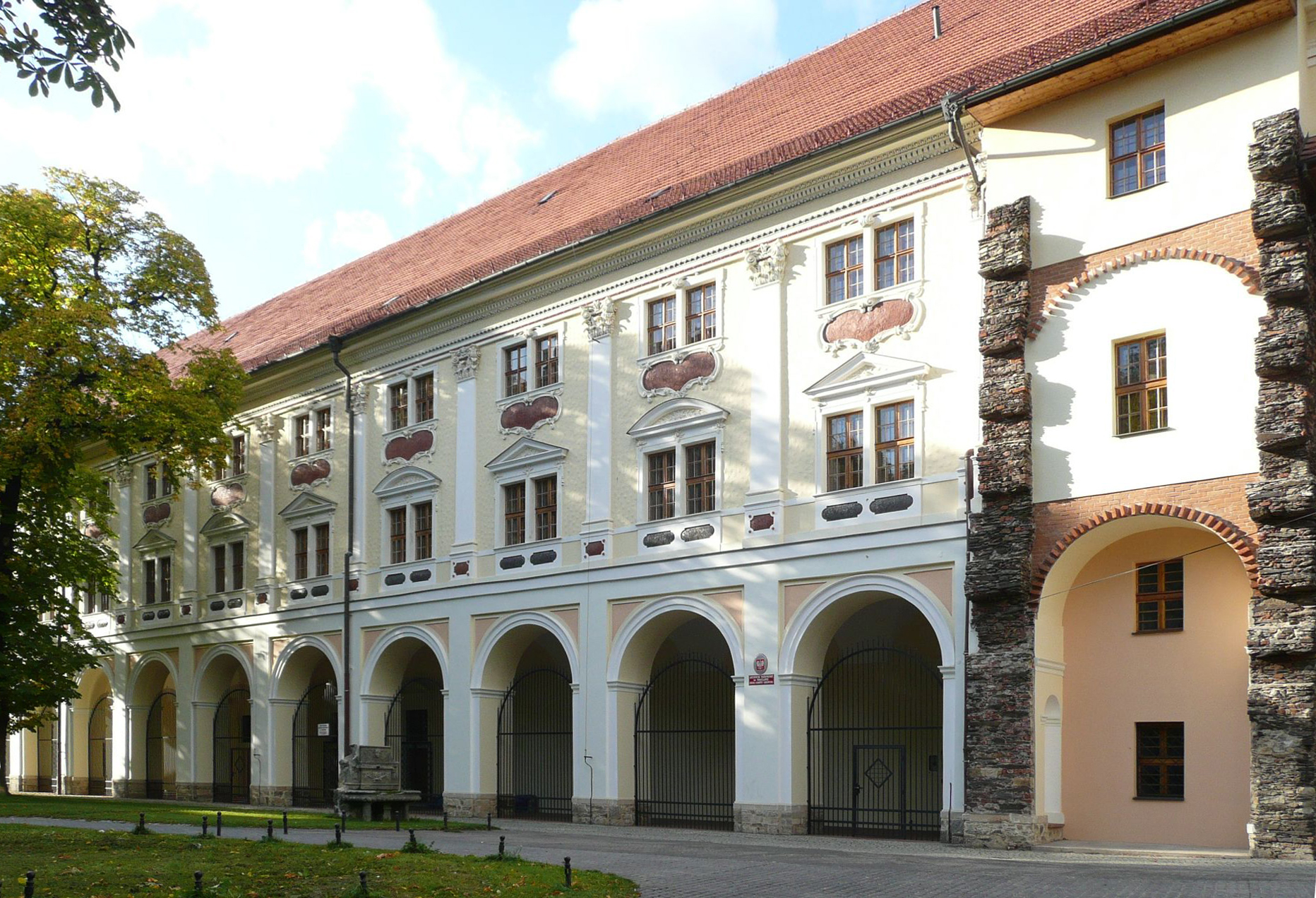
Budynek poklasztorny kamienieckiego opactwa. Obecnie siedziba archiwum

W roku 1817 w klasztorze wybuchł potężny pożar. Część pomieszczeń uległa zniszczeniu. Po przejściu Kamieńca w ręce Marianny Orańskiej i jej męża Albrechta wybudowali oni powyżej klasztoru rezydencję oraz kościół protestancki. Dopiero w 1900 roku kościół klasztorny przeszedł w ręce oo. Redemptorystów. W czasie II wojny światowej w kościele znajdowała się największa na Śląsku składnica dzieł sztuki   przywiożonych m.in. ze Śląskiego Muzeum Sztuk Pięknych we Wrocławiu od 1942 do 1944 roku. Od zakończenia wojny kościół pocysterski pełni rolę kościoła parafialnego. W zachowanych budynkach klasztoru utworzono oddział Archiwum Państwowego oraz izbę Stowarzyszenie Miłośników Ziemi Ząbkowickiej, a w obiektach gospodarczych Ośrodek Hodowli Zarodowej.  

## Zabytki
Opactwo cysterskie w Kamieńcu jest zespołem obiektów wpisanych do rejestru zabytków, z opisem:
- zespół klasztorny cystersów, XIV–XIX, pl. Kościelny 1-12:
  - kościół, ob. par. pw. Wniebowzięcia NMP, nr rej.: A/4280/136 z 2.01.1950
  - rzeźba Bóg Ojciec, przed fasadą kościoła par., kam., 1735, nr rej.: B/1733/746/466 z 7.05.1991
  - budynek klasztorny (d. pałac opacki), ob. archiwum, nr rej.: A/5210/321 z 2.08.1956 (wypis z księgi rejestru) i A/5210/349 z 22.11.1956 (por. ruchome)
  - relikty ogrodu klasztornego tzw. nowego ogrodu konwentualnego, 1738, nr rej.: A/6229/1-2 z 21.07.2022
  - mur graniczny ogrodu klasztornego, kam., nr rej.: jw.
  - spichrz, nr rej.: A/4276/919/WŁ z 31.12.1982
  - 4 oficyny, pl. Kościelny 1; 2; 3; 5; nr rej: A/4278/1583/a-h/WŁ z 16.07.1997
  - 3 budynki gospodarcze nr 9, nr rej.: jw.
  - budynek nr 8, nr rej.: jw.
  - 2 szklarnie, nr rej.: jw.
  - most nad dawnym kanałem młynówki, obok oficyny klasztornej, k. XVII, nr rej.: A/6045 z

26.05.2017
- - piwnica na wino, ul. Zamkowa, 1690, 1850, nr rej.: A/6046 z26.05.2017
  - figury, przed mostem przy wjeździe na pl. Kościelny, kam. 1732, nr rej.: B/1731/747/467 z 7.05.1991:
    - św. Jan Nepomucen
    - św. Florian

  - fontanna, pl. Kościelny, kam., ok. 1700, nr rej.: B/1732/748/468 z 7.05.1991

W 2024 r. rozporządzeniem Prezydenta Rzeczypospolitej Polskiej uznano za pomnik historii "Kamieniec Ząbkowicki – zespół architektoniczno-krajobrazowy", w skład którego wchodzi zespół pałacowy oraz zespół dawnego opactwa cystersów. W opisie zespołu dawnego opactwa wymieniono obiekty: kościół pod wezwaniem Wniebowzięcia Najświętszej Maryi Panny i św. Jakuba Starszego, budynek klasztorny – pałac opacki, oficyny klasztorne, spichlerz, budynki gospodarcze i mieszkalno-gospodarcze, szklarnię, most kamienny nad dawnym kanałem młynówki oraz relikty ogrodu klasztornego wraz z murem granicznym.
W rozporządzeniu ustanawiającym pomnik historii zapisano cele ochrony wartości historyczne, artystyczne i naukowe oraz walory przestrzenne i krajobrazowe, unikatowego pod względem skali założenia architektoniczno-krajobrazowego łączącego dziewiętnastowieczny zespół pałacowo-parkowy z zabudowaniami dawnego opactwa cystersów, w myśl założeń ideowych, kompozycyjnych i ekspozycyjnych epoki romantyzmu.

### Kościół

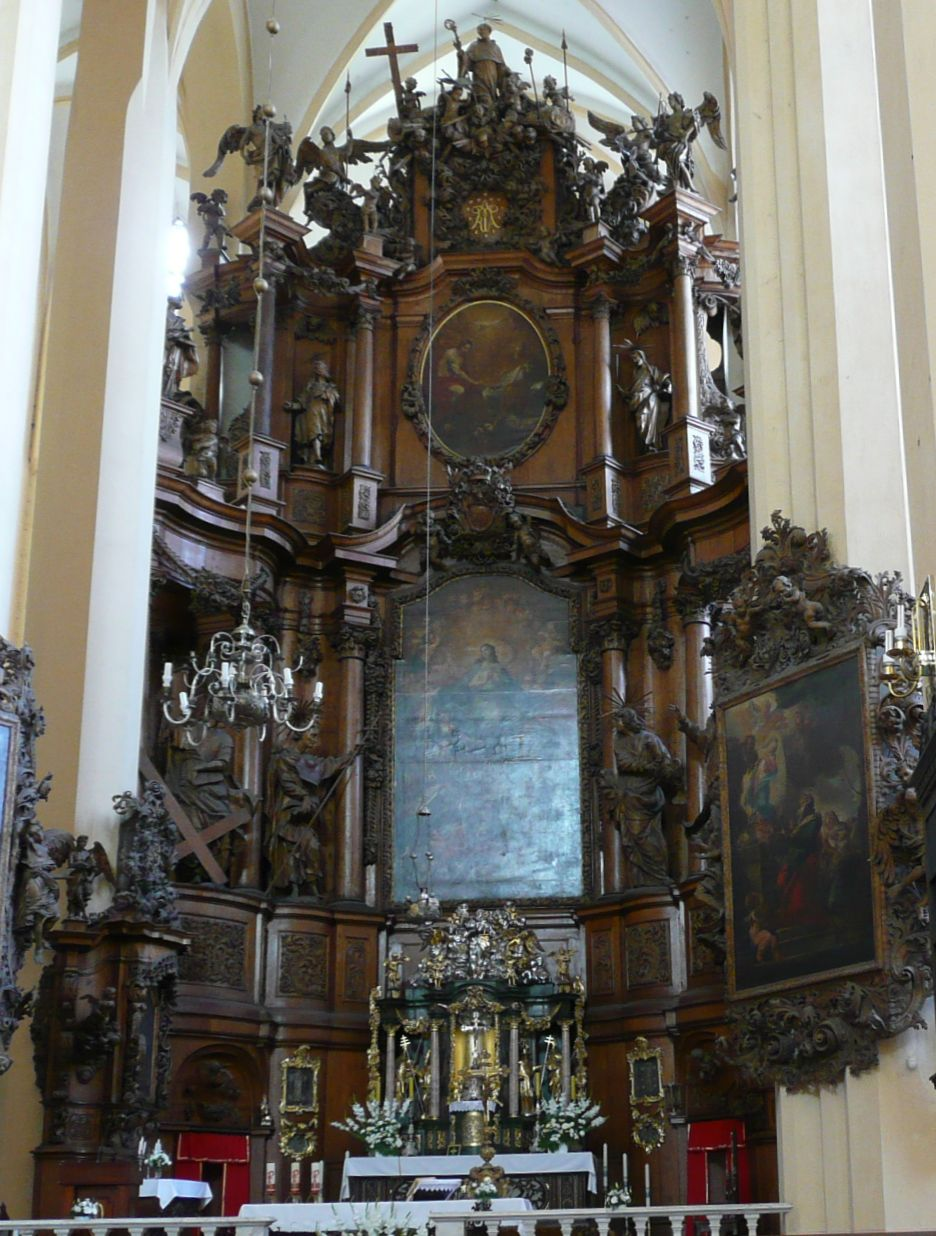
Ołtarz główny Wniebowzięcia NMP

Kościół opactwa cysterskiego w Kamieńcu Ząbkowickim zbudowany został w latach 1290-1350 w stylu gotyckim. Jest to pierwsza na ziemiach polskich i jedyna pocysterska świątynia halowa. Jest to budowla trójnawowa z transeptem, ze sklepieniami żebrowo-krzyżowymi z 1400. Ma ona wymiary: długość 70 m, szerokość 20 m, wysokość 24 m, długość nawy poprzecznej 39 m. Nawy mają jednakową wysokość na całej swojej długości. Na przełomie XVII i XVIII wieku kościół uzyskał pewne elementy barokowe, np. szczyt zachodni. Po przebudowie w 1722 kościół oprócz Wniebowzięcia NMP otrzymał wezwanie św. Jakuba Starszego.
Ołtarz główny w świątyni, jeden z najwyższych, drewnianych ołtarzy w Polsce wykonany został w warsztacie Johanna Christopha Königa z Wrocławia. Wykonany w 1704 z drewna sosnowego, wielokondygnacyjny, ma ponad 22 m wysokości. Centralną jego część zajmuje obraz Michała Willmanna przedstawiający Wniebowzięcie NMP. Powyżej znajduje się inny, owalny obraz Willmanna przedstawiający Trójcę św. Obydwa wykonane zostały w 1705, niedługo przed śmiercią artysty.

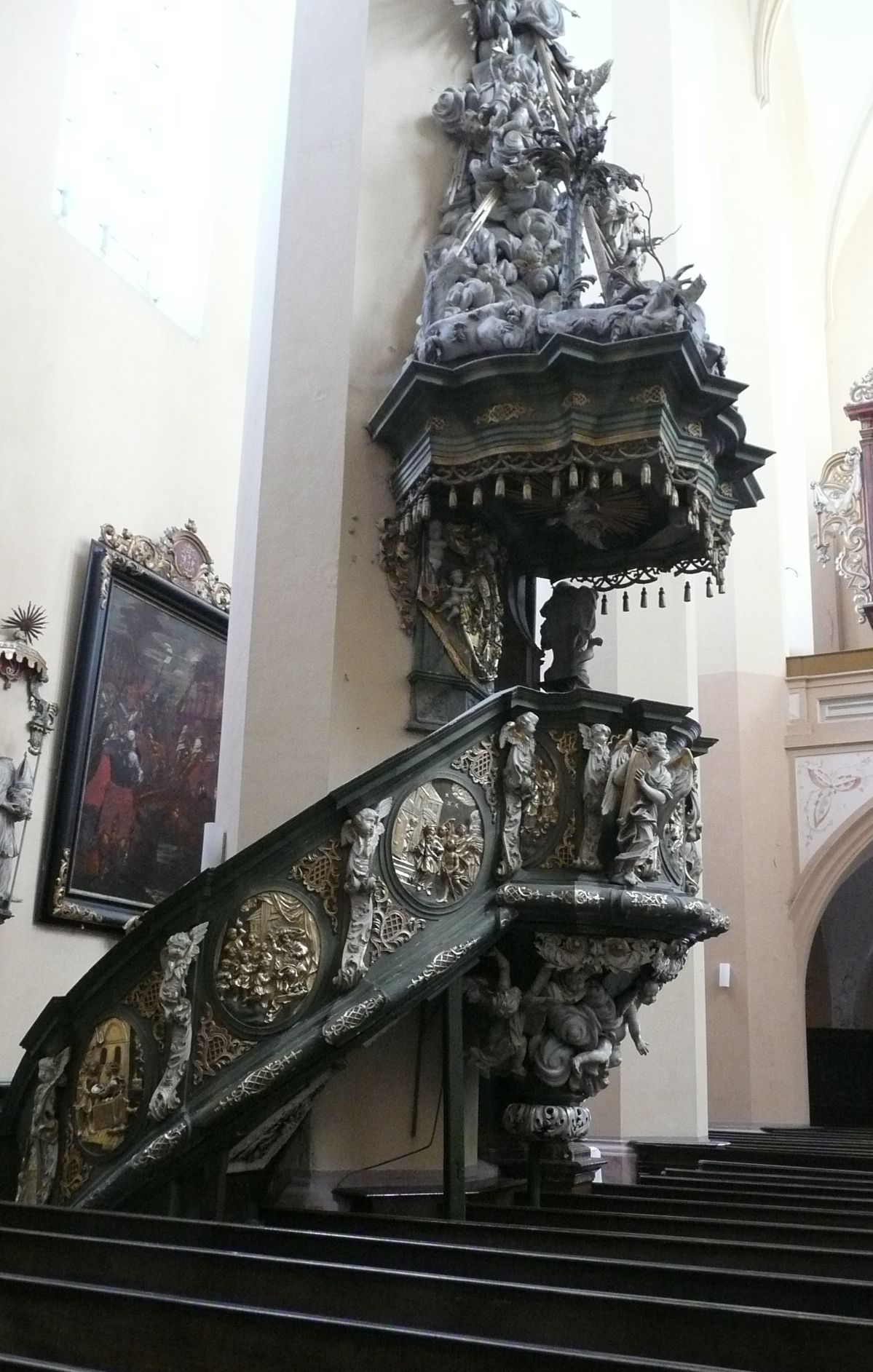
Barokowa bogato zdobiona ambona

Wybitnym dziełem sztuki rzeźbiarskiej autorstwa J.Ch. Königa jest polichromowana ambona wykonana w 1708. W jej zwieńczeniu umieszczona jest scena z odpoczywającym pod drzewem Jakubem, któremu we śnie objawił się Bóg i aniołowie. Nad baldachimem drabina oparta o chmury, po której wchodzą i schodzą anioły Boże.

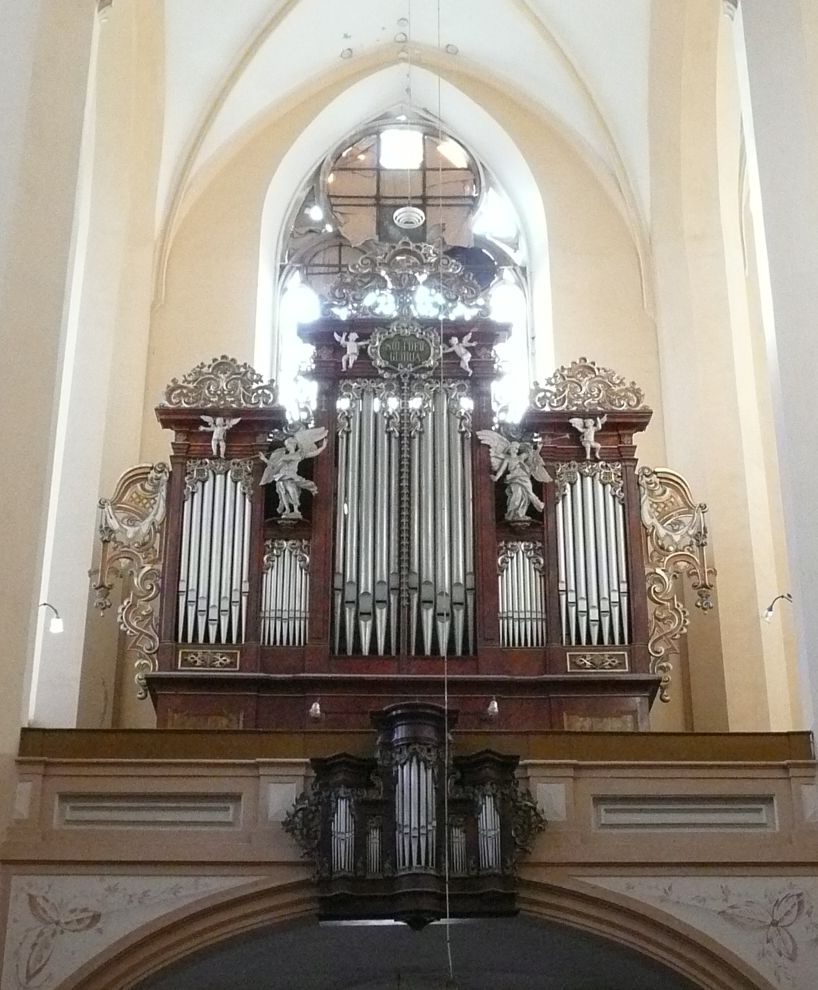
Organy kościelne

Na emporze chóru muzycznego umieszczone zostały organy. Wnętrze kościoła zdobią również liczne ołtarze i kaplice kościelne, wśród nich ołtarze: Serca Jezusowego z 1807, św. Maksymiliana Kolbe, św. Bernarda, św. Benedykta, św. Stanisława Kostki, św. Jadwigi, ołtarz Serca Maryi oraz ołtarz Matki Boskiej Bolesnej.
Na zewnątrz kościoła jego najbardziej dekoracyjną stroną jest fasada od strony zachodniej. Na cokole umieszczono figurę Chrystusa z krzyżem, a po jej obu stronach, na prostokątnych cokołach rzeźby Matki Bożej i św. Józefa.

### Zespół klasztorny
Z założenia klasztornego zachowały się tylko niektóre obiekty. W dawnym budynku opackim zbudowanym w przedłużeniu północnego skrzydła klasztoru znajduje się współcześnie oddział Archiwum Państwowego we Wrocławiu. Na sklepieniu reprezentacyjnej sali apartamentów opata zobaczyć można fresk z herbem opactwa i widokami klasztorów cysterskich w Kamieńcu, Lubiążu oraz kościoła w Bardzie. W sali narożnej zachowały się na sklepieniu zabytkowe sztukaterie. Na ścianie w klatce schodowej umieszczony jest kartusz z herbem opactwa.
Obiekty gospodarcze opactwa zajmuje współcześnie Ośrodek Hodowli Zarodowej. Obejmuje on dawne oficyny i budynki gospodarcze.